# Thymelicus
Thymelicus Hubner, 1819 è un genere cosmopolita di lepidotteri, appartenente alla superfamiglia Papilionoidea.
Tutte le specie occupano l'Ecozona paleartica, facendo tuttavia eccezione T. lineola, l'unica presente anche in America settentrionale dai primi anni del XX secolo in quanto introdotta accidentalmente dall'uomo.

## Tassonomia
Il genere comprende le seguenti undici specie accertate, tre delle quali, T. acteon, T. lineola (anche in Sardegna) e T. sylvestris, presenti anche nella penisola italiana:
- Thymelicus acteon (Rottemburg, 1775)
- Thymelicus alaica (Filipjev, 1931)
- Thymelicus hamza (Oberthür, 1876)
- Thymelicus hyrax (Lederer, 1861)
- Thymelicus leonina (Butler, 1878)
- Thymelicus lineola (Ochsenheimer, 1808)
- Thymelicus nervulata (Mabille, 1876)
- Thymelicus novus (Reverdin, 1916)
- Thymelicus stigma Staudinger, 1886
- Thymelicus sylvatica (Bremer, 1861)
- Thymelicus sylvestris (Poda, 1761)